# Renée Poznanski
Pour les articles homonymes, voir Poznanski.
Renée Poznanski, née à Paris le 26 avril 1949, est une historienne d'origine russe, juive, ayant émigré en Israël en 1973 , spécialiste de la Shoah, et de la Résistance juive en France durant la Seconde Guerre mondiale.Elle a été professeure titulaire à l'université Ben Gourion du Néguev, à Beer-Sheva, en Israël.

## Biographie

### Études
En 1970, Renée Poznanski termine ses études à Sciences-Po (Paris) . 
En 1971, elle finit sa maîtrise en études russes à la Sorbonne. Le titre de son mémoire de recherches est « S. M. Dubnov - Aspects historique et idéologique d'une conception universelle du peuple juif ».
En 1973, elle quitte la France et s'installe en Israël. En 1979, elle termine un doctorat en sciences politiques à Sciences-Po (Paris), dont le titre est « Intelligentsia et Révolution - Trois écrivains russes confrontés aux événements révolutionnaires de 1917 ».

### Carrière

#### Enseignante en Israël
- 1974-1977 : enseignante d'histoire à l'université Ben Gourion du Néguev (BGU)
- 1978-1980 : enseignante d'histoire et de science politique au sein du programme pré-académique à BGU
- 1981-1986 : conférencière en sciences politiques à BGU
- 1986-1995 : conférencière au département d'histoire à BGU
- 1995-1998 : professeure associée au département d'histoire à BGU
- 1998-2002 : professeure associée au département de science politique à BGU
- 2001- :  titulaire de la chaire Yaakov & Poria Avnon  : professeure d'études sur l'Holocauste à BGU
- 2002- : professeure au département de politique et de gouvernement  à BGU

#### Recherche en Israël et dans différents pays
- 1973-1974 : assistante de recherche, Institute for Russian and East European Studies, université de Tel Aviv
- 1981-1986: Research Fellow, Ben Gurion Research Institute, Sde Boker
- 1986-1988 : années sabbatiques, Paris
- 1988 : professeure invitée à l'École des hautes études en sciences sociales, à Paris, programme d'études juives (séminaire sur Les Juifs en France durant la Seconde Guerre mondiale)
- 1992-1993: Année sabbatique. Attaché de recherche, Institut du Temps présent, Centre national de la recherche scientifique (CNRS), à Paris
- 1993-1994: Research Post-doctoral Fellow, Yad Vashem[4]
- 1998 mars-septembre : congé sabbatique, à Paris, Bruxelles et Washington : attaché de recherche, Institut du Temps Présent, Centre national de la recherche scientifique (CNRS), Paris; Professeure invitée, Institut d'études du judaïsme - Martin Buber, université libre de Belgique, Bruxelles; Associé au Center for Advanced Holocaust Studies, United States Holocaust Memorial, Washington
- 2002 mars-septembre : boursier, Centre national des lettres (CNL), Paris; Attaché de recherche, The International Institute for Holocaust Research, Yad Vashem, Jérusalem.
- 2005 septembre-2006 janvier : invité (Visiting Scholar), Remarque Institute, New York University
- 2006 janvier-octobre : invité (Visiting Scholar), Center for Advanced Holocaust Studies, United States Holocaust Memorial Museum, Washington.
- 2009 février-mars : professeur invité à l'École des hautes études en sciences sociales (EHESS), Paris
- 2012-2013 : Radcliffe Fellow, université Harvard[5]

## Honneurs
- Prix Henri-Hertz du rectorat de Paris pour S. M. Dubnov's Letters on Old and New Judaism, scholarly edition, including translation from Russian to French, Introductory Essay and notes, Paris: Le Cerf, 1987
- Jacob Buchman Prize for the Memory of the Holocaust (The International Institute for Holocaust Research, Yad Vashem) for To be a Jew in France, 1939-1945, Jérusalem, 1999 (en hébreu)
- Finaliste pour le 2002 Koret Jewish Book Awards in History for Jews in France during WWII (Brandeis/University Press of New England), 2002

## Publications
- Intelligentsia et Révolution : Blok, Gorki et Maïakovski face à 1917, Paris, Éditions Anthropos, 1981, 246 p. (ISBN 2-7157-1032-1).
- Être juif en France pendant la Seconde Guerre mondiale, Paris, Hachette Référence, coll. « La vie quotidienne. L'histoire en marche », 1994, 859 p. (ISBN 2-01-013109-6, présentation en ligne), [présentation en ligne]  ; traduction en hébreu : Jérusalem, Yad Vashem, 1999. Édition revue et augmentée : Les Juifs en France pendant la Seconde Guerre mondiale, Paris, CNRS Éditions, coll. « Biblis » (no 182), 2018, 740 p. (ISBN 978-2-271-09502-2).
- (en) Jews in France during World War Two, The Tauber Institute for the Study of European Jewry series (Brandeis University Press in association with the United States Holocaust Memorial Museum), Hanovre et Londres, University Press of New England, 2001.
- Propagandes et persécutions : la Résistance et le « problème juif », 1940-1944, Paris, Fayard, 2008, 785 p. (ISBN 978-2-213-63570-5, présentation en ligne), [présentation en ligne], [présentation en ligne].